# جانيت سيدل
جانيت سيدل (بالإنجليزية: Janet Seidel)‏ هي عازفة بيانو ومغنية أسترالية، ولدت في 28 مايو 1955 في Cummins, South Australia ‏ في أستراليا، وتوفيت في 8 أغسطس 2017 في سيدني في أستراليا بسبب سرطان المبيض.

## وصلات خارجية
- جانيت سيدل على موقع ميوزك برينز (الإنجليزية)
- جانيت سيدل على موقع أول ميوزيك (الإنجليزية)
- جانيت سيدل على موقع ديسكوغز (الإنجليزية)